# Kosmisk censurförmodan
Kosmisk censurförmodan är en svag och en stark matematisk hypotes framförd av den teoretiske fysikern Roger Penrose 1969, som hävdar att universum skyddar oss från singulariteters inneboende oförutsägbarhet genom att gömma dem bakom en händelsehorisont.
Medan ett svart håls massa kan ta ett godtyckligt positivt värde, så begränsas laddning och  rörelsemängdsmoment av massan. I Planckenheter förväntas den totala elektriska laddningen Q och det totala rörelsemängdsmomentet J för ett svart hål med massan M tillfredsställa uttrycket
{\displaystyle Q^{2}+\left({\tfrac {J}{M}}\right)^{2}\leq M^{2}\,}
Svarta hål som uppfyller denna olikhet kallas extremala. Det finns lösningar till Einsteins fältekvationer, som bryter mot denna olikhet, men de saknar likt Big Bang händelsehorisont. Dessa lösningar har så kallade nakna singulariteter som kan observeras utifrån, och anses därför ofysikaliska. Den kosmiska censurförmodan utesluter att sådana singulariteter kan bildas, om de skapas genom gravitationskollaps under realistiska betingelser. Detta har stöd i numeriska simuleringar.